# Paternò (Adelsgeschlecht)

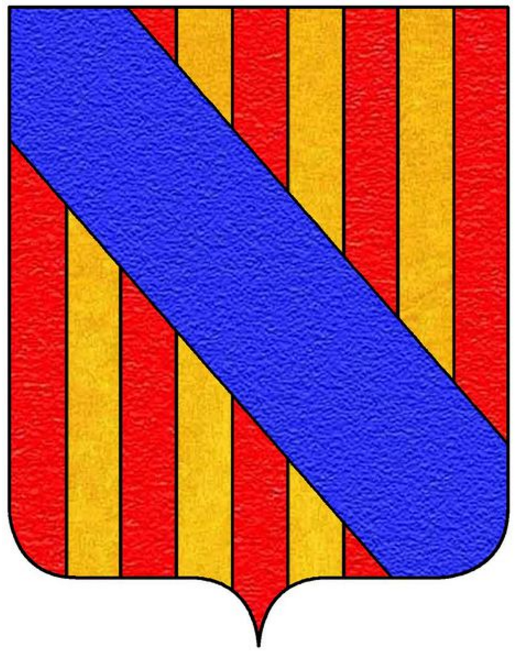
Stammwappen

Paternò ist der Name eines bis heute bestehenden italienischen Adelsgeschlechts aus Sizilien, das dem Hochadel angehört.

## Geschichte
Begründer des Geschlechts war Robert d’Embrun (ca. 1050 – nach 1100), der dem Haus Barcelona angehörte, dessen Wappen (mit einem blauen Schrägstreifen darüber, als Zeichen für eine jüngere Linie) die Familie Paternò bis heute führt. Robert d’Embrun war ein Nachfahre von Bernard I. Tallaferro, dem Grafen von Besalú. Robert beteiligte sich an der normannischen Eroberung Siziliens unter Roger I. und erhielt als Lehen die Orte Paternò und Buccheri, die bis 1167 im Besitz der Familie blieben. Auf Robert folgte sein Neffe Robert II. und auf diesen sein Sohn Constantin II., Graf von Buccheri und Martana, der Mathilde dell’Aquila heiratete, eine Nichte Rogers I.
Die Familie Paternò ist übrigens nicht zu verwechseln mit dem ebenfalls aus Katalonien stammenden Haus Montcada, das ab 1456 die Herrschaft über den einstigen Stammsitz der Familie Paternò, den Ort Paternò, erlangte und das 1565 den Titel Fürst von Paternò erhielt, den die italienischen Moncada bis heute führen.

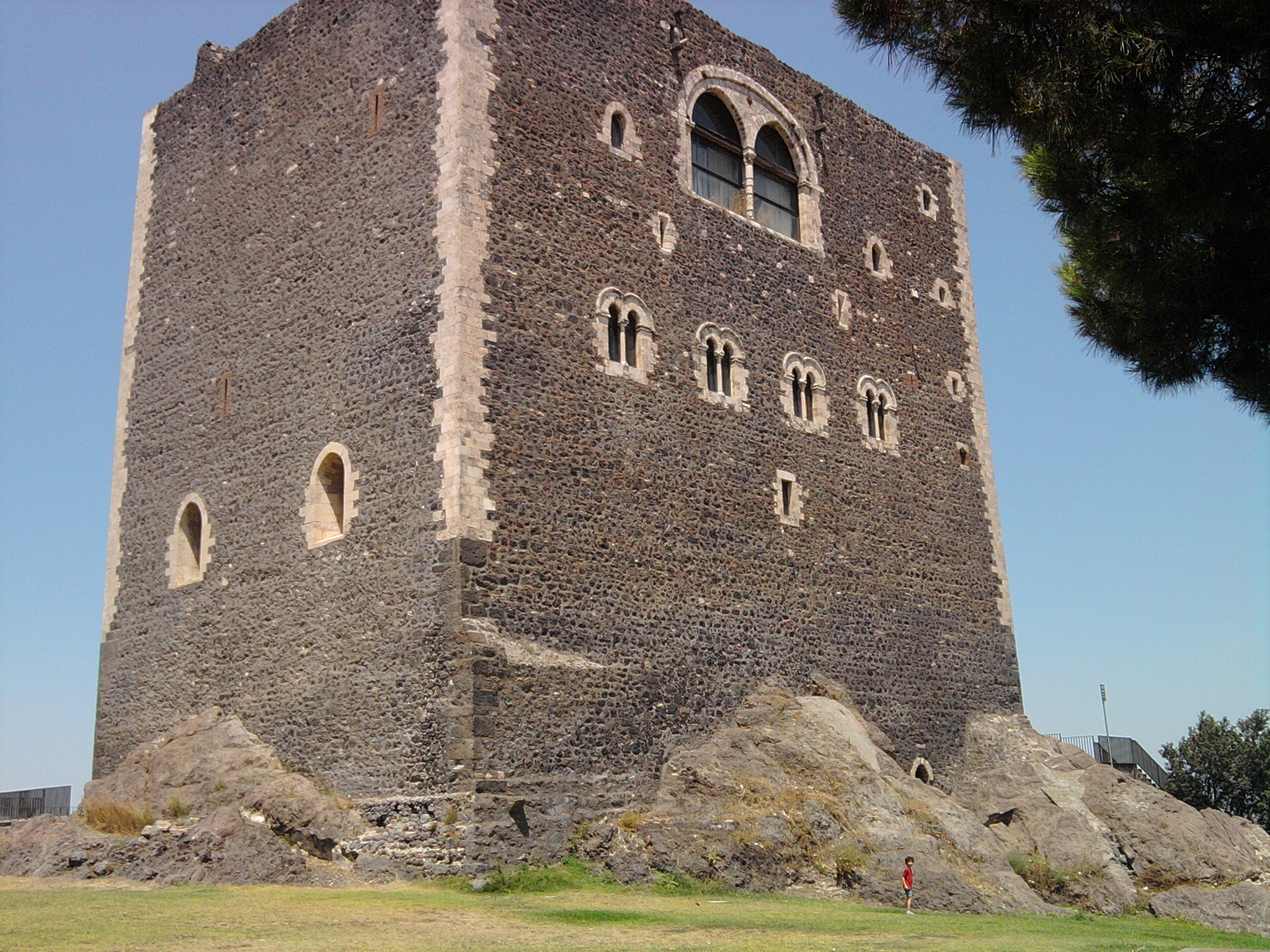
Normannenkastell in Paternò
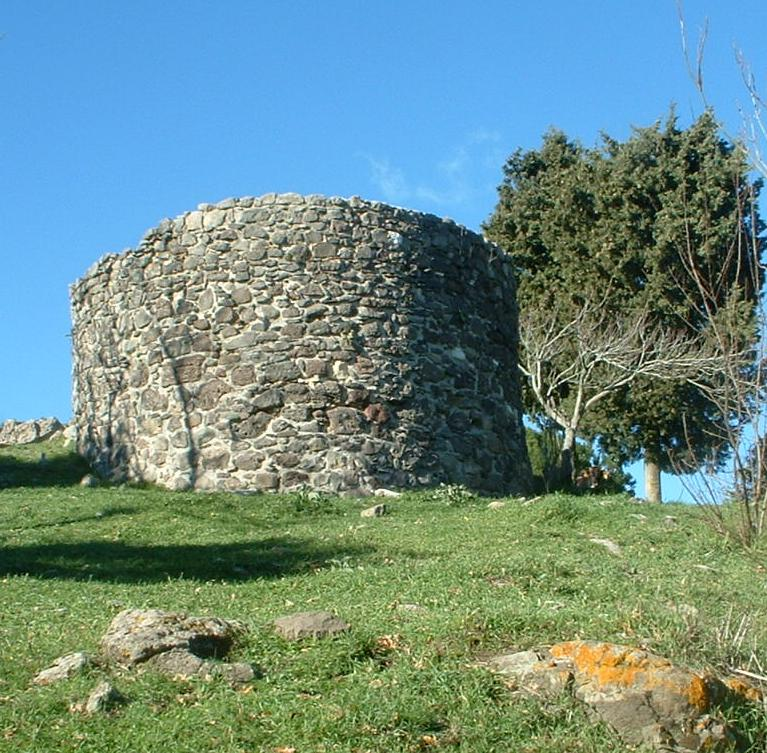
Normannenkastell in Buccheri

Die bedeutende Stellung, welche die Paternò im Königreich Sizilien unter den Normannenherrschern aus dem Hause Hauteville innehatten, setzte sich unter den Staufern zunächst nicht fort, lebte aber unter der nachfolgenden Dynastie der Aragón und der anschließenden langen Zeit unter der spanischen Krone wieder auf. Vom 12. bis 16. Jahrhundert erwarben sie circa 60 Baronien, darunter 1170 Pettineo, 1292 Burgio, 1340 Pantano di Catania, 1392 Nicchiara, 1422 Mirabella Imbaccari, 1453 Graneri, 1478 Sparacogna, 1479 Aragona, 1490 Spedalotto, 1503 Raddusa, 1503 Destra u. a.
Zu Beginn des 15. Jahrhunderts begründeten drei Brüder die drei Familienzweige:
- Nicola “il Maggiore” († 1428), seit 1399 erster Baron von Floresta, 1423 von Terza Dogana, königlicher Rat und Richter, heiratete Alvira Reggio, Tochter von Hyazinth von Mantua. Von ihnen stammen die noch blühenden Linien ab: Die Fürsten von Sperlinga dei Manganelli; die Herzöge von Roccaromana und Marchesi del Toscano; die Marchesi di Sessa. Mit Benedetto Paternò, 2. Baron della Floresta, wurden sie unter die regierenden Familien der Stadt Catania aufgenommen;
- Benedetto, Baron del Pantano Salso; von ihm stammte eine im 16. Jahrhundert erloschene Linie ab;
- Gualterio, Baron del Burgio, Baron dei Porti und delle Marine di Val di Noto, Baron di Imbaccari; Botschafter der aragonesischen Könige bei Papst Martin V. Von ihm stammen ebenfalls noch blühende Linien ab: die Fürsten von Biscari; die Herzöge von Carcaci; die Marchesi di San Giuliano; die Herzöge von Duchi; die Principi di Val di Savoja; die Marchesi di Raddusa; die Marchesi di Regiovanni und di Spedalotto (seit 1790 wohnhaft in der Villa Spedalotto in Santa Flavia); die Herzöge von San Nicola, von Pozzomauro und Grafen von Montecupo.

Über Jahrhunderte hinweg stellten die Paternò nun Präsidenten des Regierungsrats, Heerführer von Messina, oberste Richter, Großschatzmeister, Generalvikare des Königreichs, Botschafter, Senatoren, Bischöfe, Erzbischöfe und Kardinäle.
Im 17. Jahrhundert nahm die jüngste Linie infolge Heirat mit der letzten Erbin des Hauses Castello den Familiennamen „Paternò Castello“ an und erbte das ab 1494 von Guglielmo Raimondo Lo Castello erbaute Schloss samt der Herrschaft Biscari, für welches Lehen die Paternò 1633 als erstes sizilianisches Adelsgeschlecht einen Fürstentitel verliehen bekamen: Principe di Biscari, dem viele weitere folgten: Principi di Sperlinga e Manganelli (1927 durch Heirat auf die Borghese übergegangen), Principi di Valsavoja, Duchi di Carcaci, di Roccaromana, di San Nicola e di Pozzomauro, Marchesi di Raddusa, di San Giuliano, di Casanova (letztere ließen sich im 18. Jahrhundert Palazzi nahe den königlichen Residenzen auf dem Capodimonte in Neapel und in Caserta erbauen), di Sant’Alessio, di Papale, di Graniti, di Gallodoro und Motta Camastra, di Pollicarini, di Regiovanni, di Sessa, del Toscano (mit Sitz im 1870 erbauten Palazzo del Toscano in Catania), Conti di Montecupo e Casanova; Baroni di Binvini; Baroni di Belliscari; Baroni di Cuba e Maucino; Baroni d’Aragona etc. Don Enrico Paternò Castello di Carcaci (1840–1908) wurde 1881 zum Duca Paternò Castello.
Die Paternò gehören neben den Alliata, Filangeri, Gravina, Lancia, Moncada, Notarbartolo, Spucches, Stagno, Tomasi di Lampedusa, Valguarnera und Ventimiglia zu den großen Fürstenhäusern im einstigen Königreich Sizilien. Nach dem bekannten Roman Der Gattopardo von Giuseppe Tomasi di Lampedusa werden diese auch bisweilen als Die Leoparden bezeichnet.

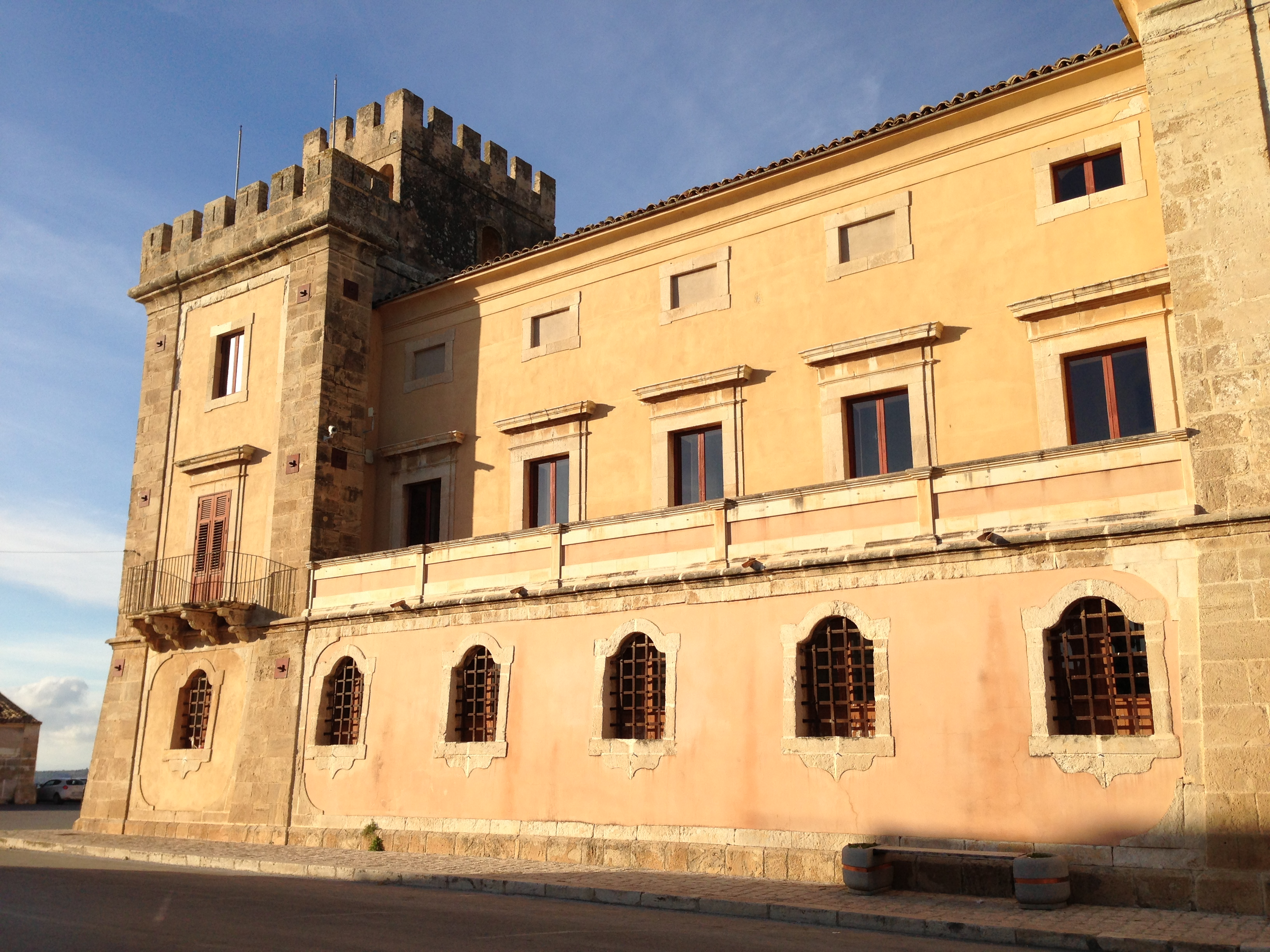
Kastell Biscari
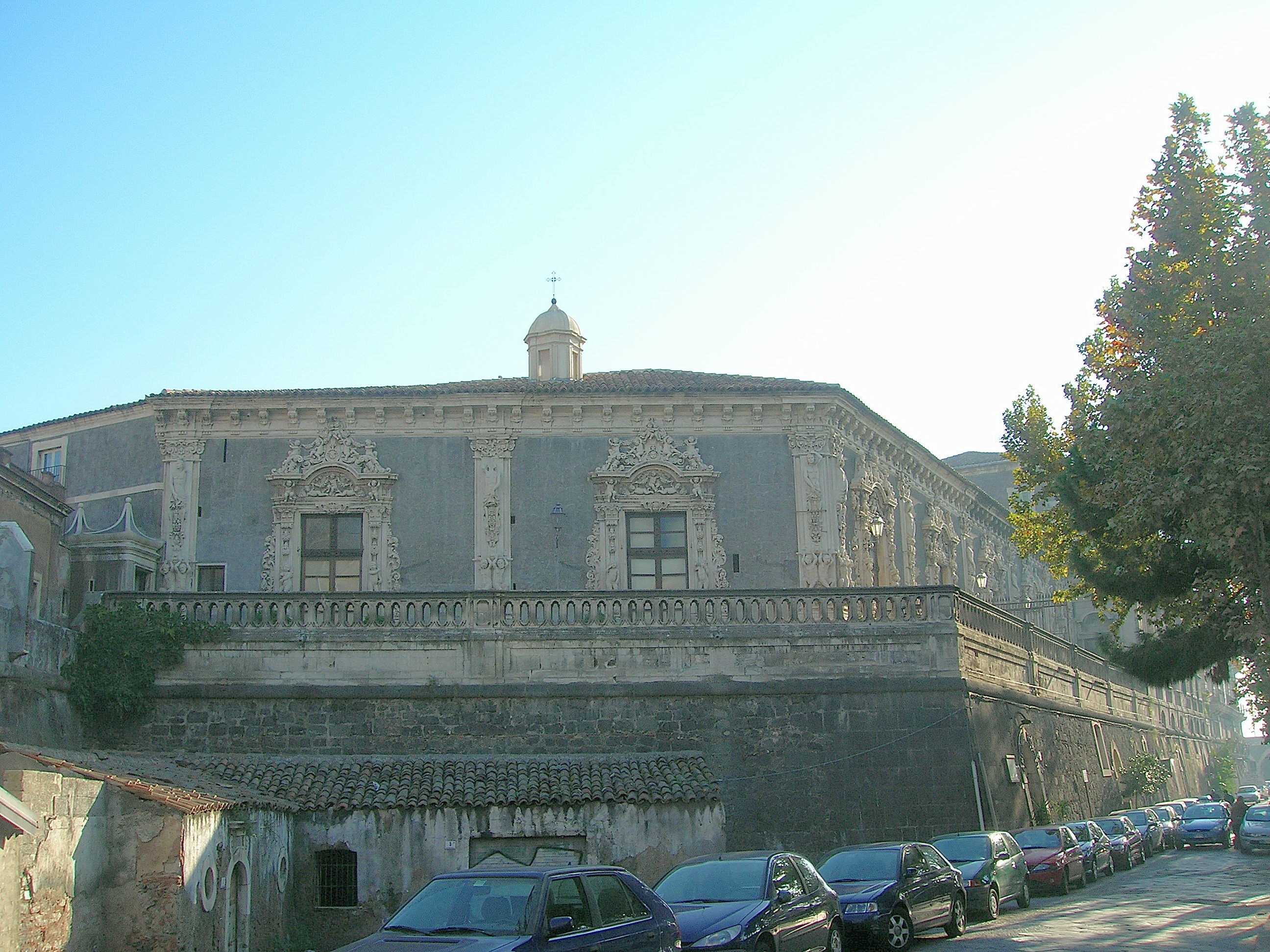
Palazzo Biscari in Catania
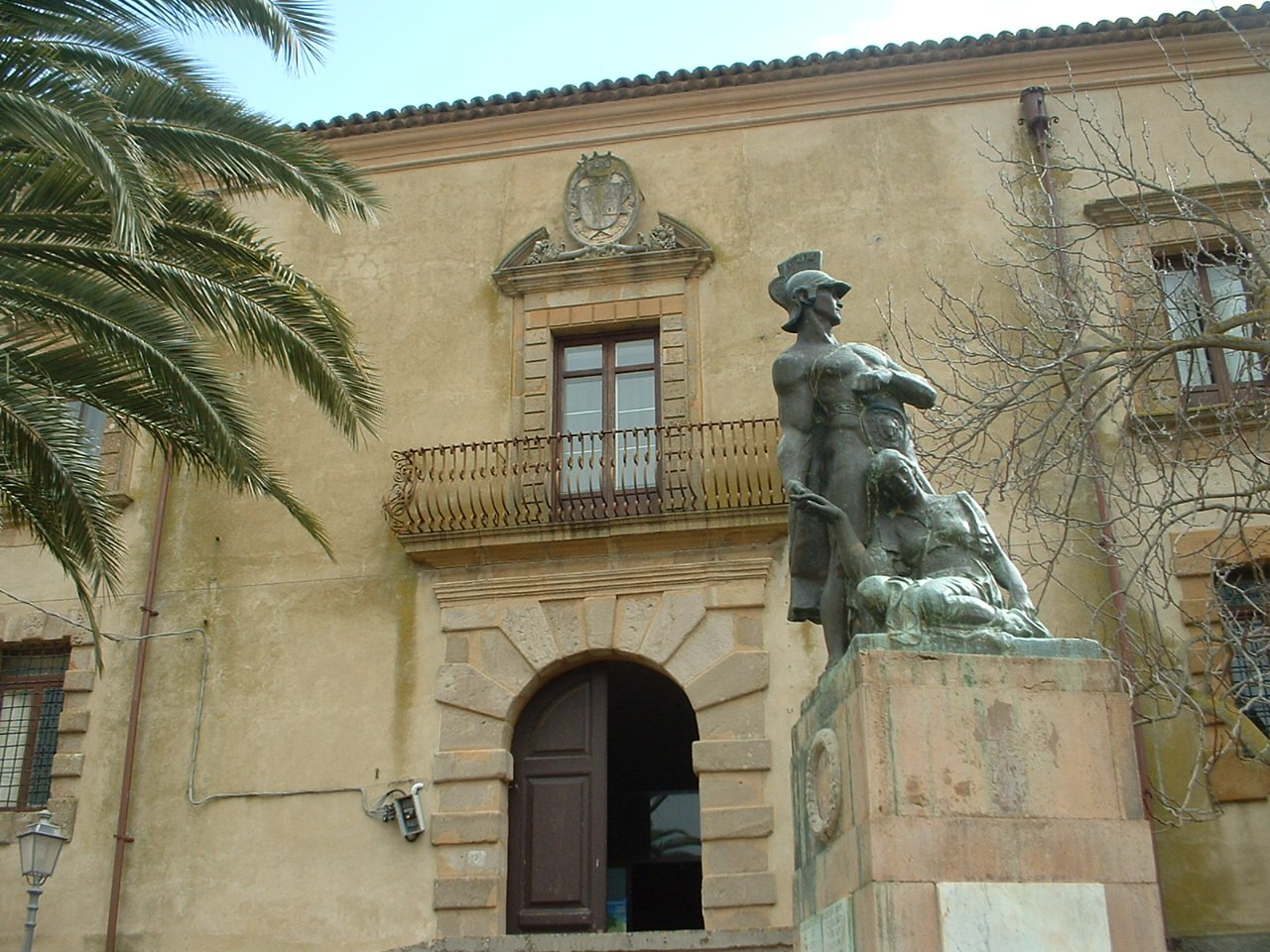
Palazzo Biscari in Mirabella Imbaccari
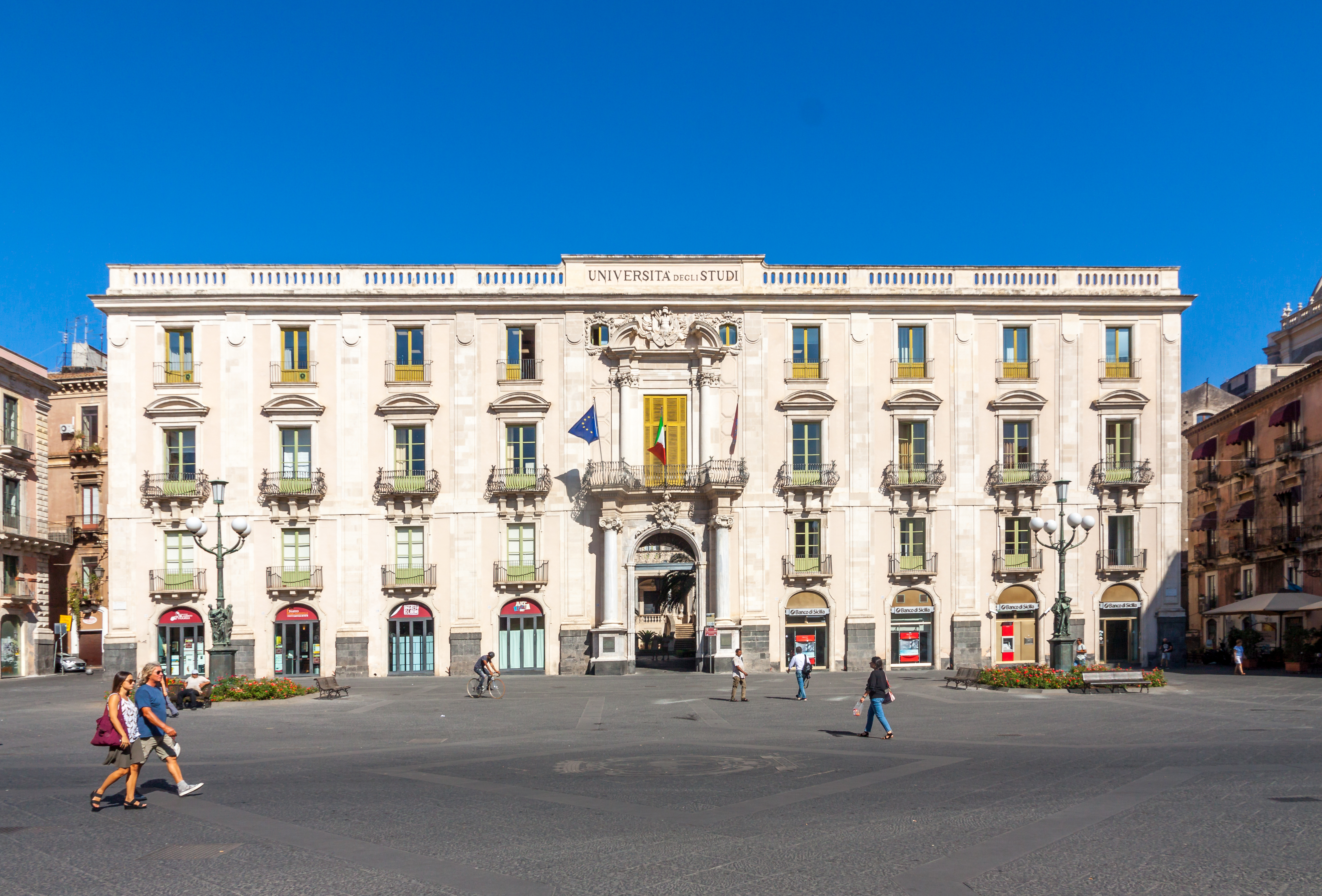
Palazzo San Giuliano in Catania
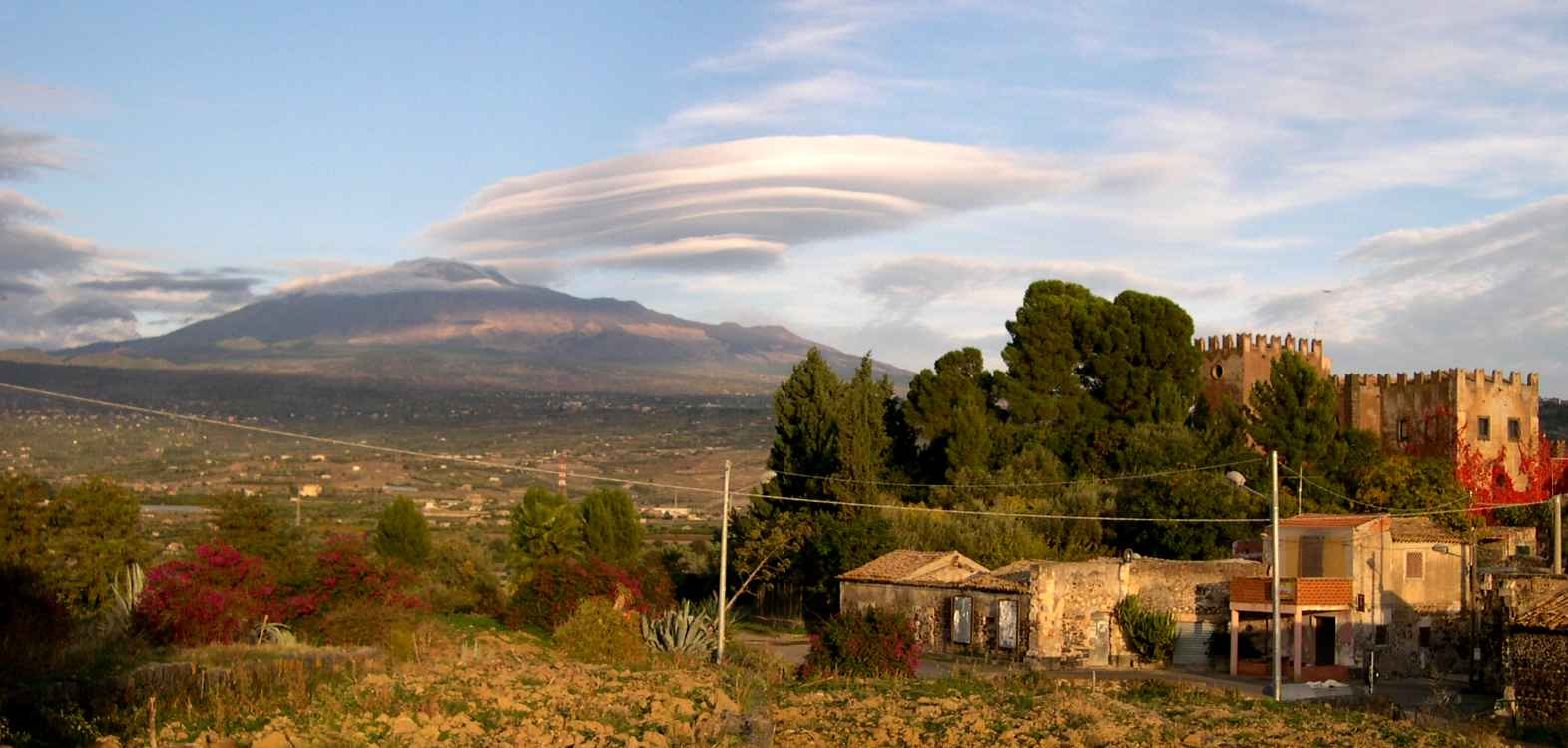
Castello di Carcaci (vor dem Ätna)

## Die Fürsten von Biscari
- Agatino Paternò-Castello (1594–1675)
- Vincenzo (1630–1675)
- Ignazio (1651–1700)
- Vincenzo (1685–1749)
- Ignazio (1719–1786)
- Vincenzo (1743–1813)
- Ignazio (1781–1844)
- Roberto Vincenzo (1790–1857)
- Francesco Vincenzo (1816–1867)
- Roberto Vincenzo (1860–1930)
- Roberto Vincenzo (1872–1947)
- Don Roberto Paternò Castello, 13. Principe di Biscari (* 1945)

## Familienmitglieder
- Emanuele Paternò, Marchese di Sessa (1847–1935), Chemiker
- Antonino Paternò-Castello, Marchese di San Giuliano (1852–1914), italienischer Außenminister (1905–1906, 1910–1914)

## Wappen
Das Stammwappen zeigt in Rot vier goldene Pfähle, überdeckt von einem blauen Schrägbalken.